# José Maria do Espírito Santo de Almeida Correia de Sá
José Maria do Espírito Santo de Almeida Correia de Sá (Lisboa, 25 de Maio de 1874 – Lisboa, 6 de Julho de 1945), que sucedeu a seu bisavô como 6.º marquês de Lavradio, foi um aristocrata e intelectual, oficial do Exército Português, que se distinguiu como memorialista e no campo da historiografia militar.

## Biografia
Em 1901 casou-se com Maria da Piedade de Saldanha de Oliveira e Sousa, da família dos Marqueses de Rio Maior.
Frequentou a Academia Militar, tendo seguido a carreira de oficial do exército. Em 1910, aquando da imposição da República, o Marquês de Lavradio passou à reserva e acompanhou o Rei Dom Manuel II para o exílio em Inglaterra.
As suas memórias, que incluem as suas impressões do exílio em Inglaterra com o rei D. Manuel encontram-se publicadas como Memórias do Sexto Marquês do Lavradio.